# Hypancistrocerus antennatus
Hypancistrocerus antennatus är en stekelart som först beskrevs av Edoardo Zavattari 1912.
Hypancistrocerus antennatus ingår i släktet Hypancistrocerus och familjen Eumenidae. Inga underarter finns listade i Catalogue of Life.